# Marion County (South Carolina)
Marion County is een van de 46 county's in de Amerikaanse staat South Carolina.
De county heeft een landoppervlakte van 1.267 km² en telt 33.062 inwoners (volkstelling 2010). De hoofdplaats is Marion.
De county werd opgericht in 1785 als Liberty County, maar werd in in 1789 hernoemd naar zijn huidige naam, ter ere van brigadegeneraal Francis Marion, die bekend werd in de Amerikaanse Onafhankelijkheidsoorlog. In 1910 werd een deel van de county afgesplitst in Dillon County.

## Bevolkingsontwikkeling
· Abbeville County · Aiken County · Allendale County · Anderson County · Bamberg County · Barnwell County · Beaufort County · Berkeley County · Calhoun County · Charleston County · Cherokee County · Chester County · Chesterfield County · Clarendon County · Colleton County · Darlington County · Dillon County · Dorchester County · Edgefield County · Fairfield County · Florence County · Georgetown County · Greenville County · Greenwood County · Hampton County · Horry County · Jasper County · Kershaw County · Lancaster County · Laurens County · Lee County · Lexington County · Marion County · Marlboro County · McCormick County · Newberry County · Oconee County · Orangeburg County · Pickens County · Richland County · Saluda County · Spartanburg County · Sumter County · Union County · Williamsburg County · York County